# Gare de Bila Tserkva
La gare de Bila Tserkva (en ukrainien : Біла Церква (станція), est une gare ferroviaire à Bila Tserkva en Ukraine.

## Situation ferroviaire
Elle est exploitée par le réseau Pivdenno-Zakhidna zaliznytsia.

## Histoire
Elle fut ouverte en 1876 sur la ligne Fastiv-Myronivka.

## Service des voyageurs

### Accueil

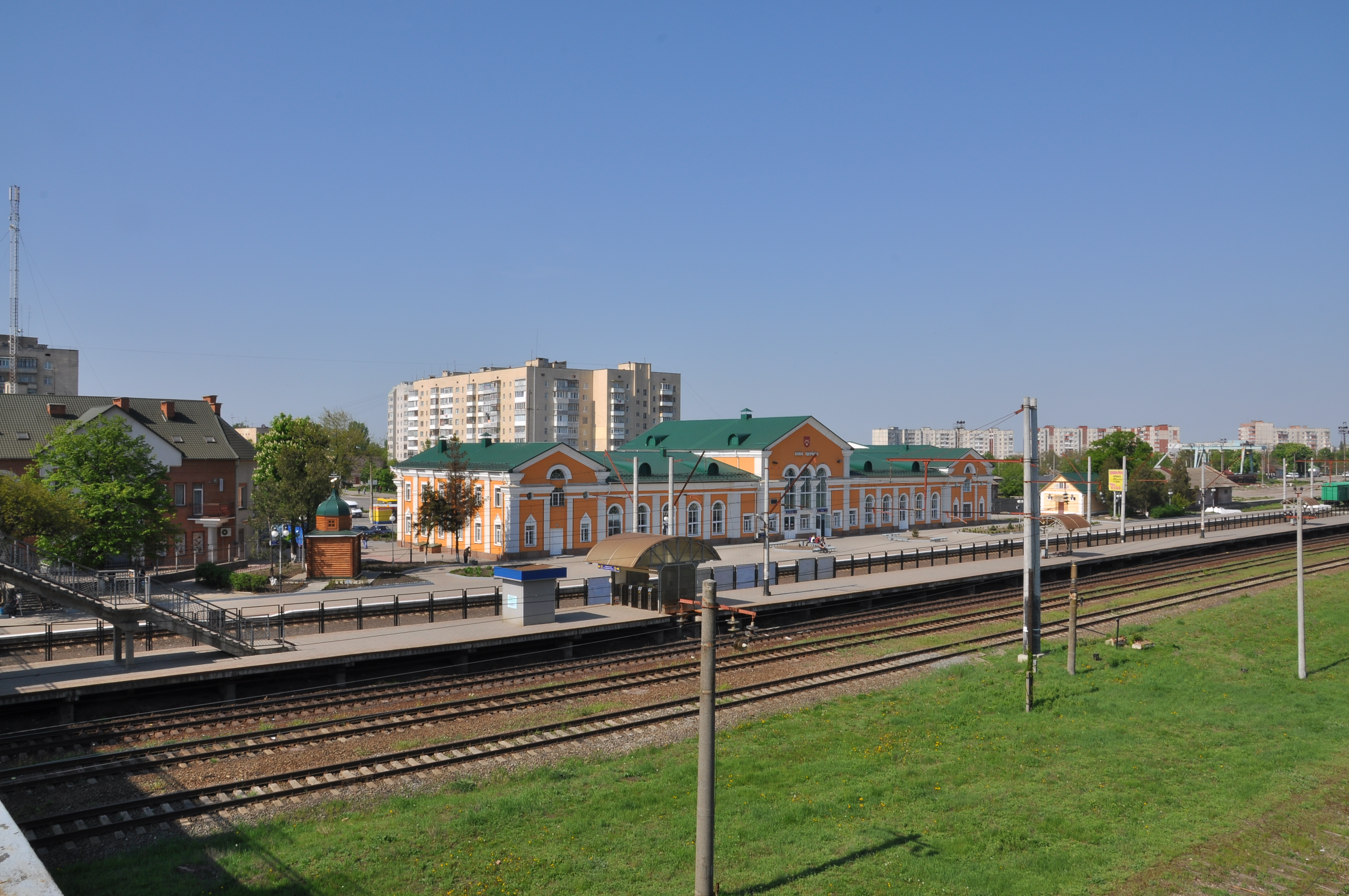
Les quais,
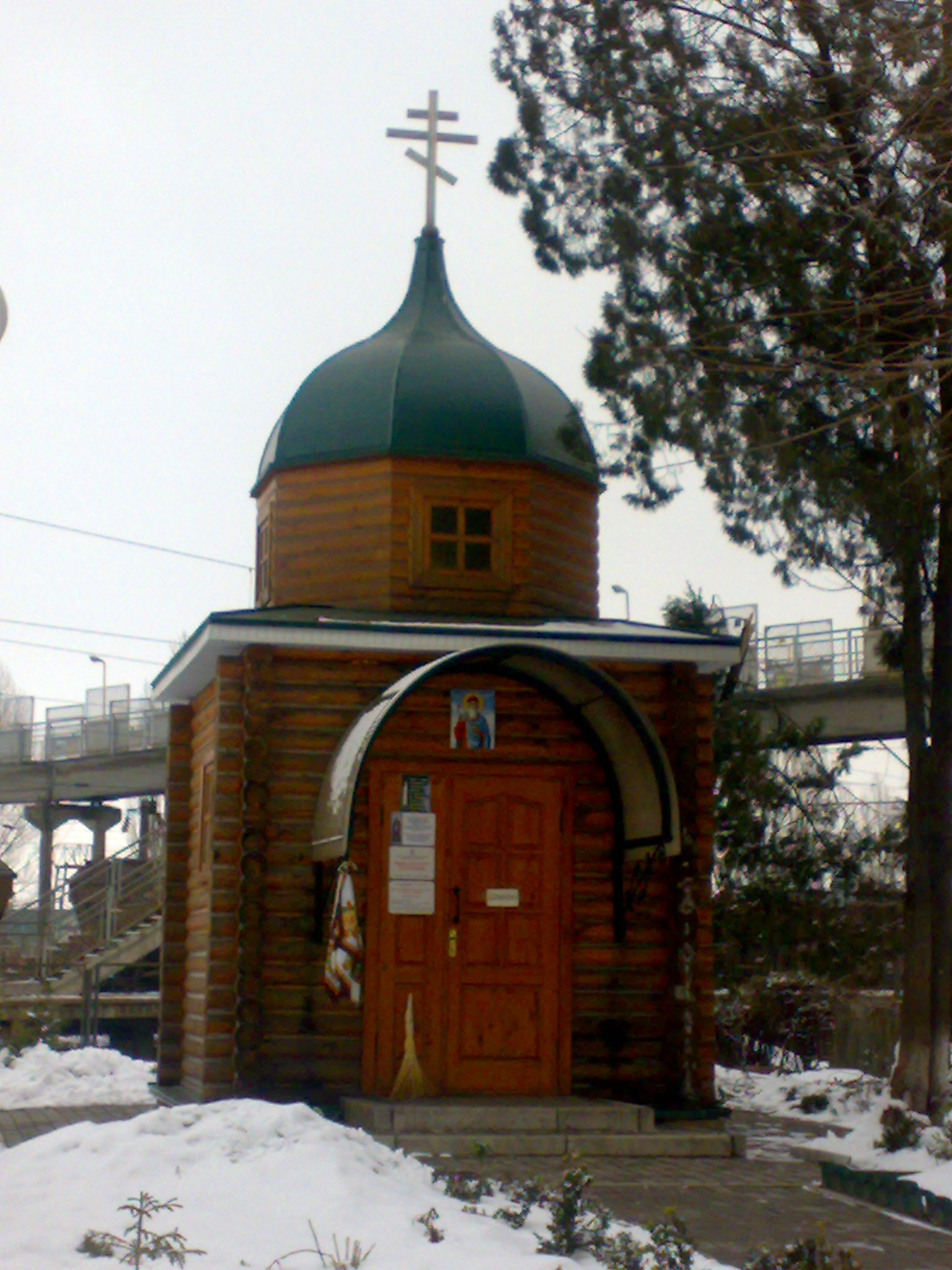
sa chapelle.